# 9 mars 1962

## Naissances
- Jan Furtok, footballeur polonais
- Jim Korderas, arbitre de catch canadien
- Vital Vanaken, footballeur belge
- Jörg Eberle, hockeyeur suisse
- Richard Quest, journaliste britannique
- Noritake Kinashi, membres du duo comique japonais Tunnels

## Décès
- Bud Taylor (né le 22 juillet 1903), boxeur américain
- Mario Balleri (né le 17 septembre 1902), rameur d'aviron italien
- Pietro Toesca (né le 12 juillet 1877), historien de l'art italien
- Urbain Anseeuw (né le 5 janvier 1892), coureur cycliste belge
- Arch Shaw (né le 4 août 1876), théoricien américain du management

## Autres événements
- Enregistrement de la chanson de Jacques Brel : Les Bourgeois
- Sortie du film La Foire aux illusions
- Sortie polonaise du film Le Couteau dans l'eau
- Le 41e régiment d'artillerie de marine quitte l'Algérie
- Promotion d'Ermenegildo Florit en tant qu'archévêque de Florence
- Fusillade à Oran provoquant neuf morts, par l'Organisation armée secrète. L'hôtel Radjah des barbouzes est rasé par 50 kg de plastic.
- Dissolution de l'Assemblée territoriale de Nouvelle-Calédonie au terme de son deuxième mandat